# Armando Bortolaso
Armando Bortolaso SDB (* 17. August 1926 in Villaganzerla di Castegnero, Provinz Vicenza; † 8. Januar 2019 im Libanon) war ein italienischer römisch-katholischer Ordensgeistlicher und  Apostolischer Vikar von Aleppo.

## Leben
Armando Bortolaso trat der Ordensgemeinschaft der Salesianer Don Boscos bei und empfing am 15. Juli 1953 die Priesterweihe.
Papst Johannes Paul II. ernannte ihn am 9. Juli 1992 zum Apostolischen Vikar von Aleppo und Titularbischof von Raphanea. Der emeritierte Apostolische Vikar von Aleppo, Guerino Dominique Picchi OFM, spendete ihm am 4. Oktober desselben Jahres die Bischofsweihe; Mitkonsekratoren waren Néophytos Edelby BA, melkitischer Erzbischof von Aleppo, und Ignazio Bedini SDB, Bischof von Isfahan.
Am 21. November 2002 nahm Johannes Paul II. sein altersbedingtes Rücktrittsgesuch an.